# Hydrogénoarsénite de cuivre
Pour les articles homonymes, voir Arsénite de cuivre.
L’hydrogénoarsénite de cuivre est un sel de cuivre et d'arsenic, surtout connu comme pigment, sous le nom de  ou « vert de Scheele » ou « vert suédois », référence PG22 au Colour Index. Il est communément confondu avec l'arsénite de cuivre(II) Cu3(AsO3)2. La mise au point à peu près simultanée du vert de Schweinfurt, un autre arsénite de cuivre, PG21 au Colour Index, a augmenté la confusion
Le pigment vert de Scheele n'est pas un composé clairement identifié et sa composition dépend de la manière dont il est fabriqué. Une étude indique que le composé serait de l'arsénite de cuivre(II) dans une solution chaude, du métaarsénite de cuivre(II) lorsque la solution contient beaucoup d'arsenic et du diarsénite de cuivre (Cu2As2O5) lors d'une préparation à froid.
La composition standard associée à ce nom reste toutefois l'hydrogénoarsénite de cuivre,,, même si d'autres sources considèrent que ce nom correspond au métaarsénite de cuivre(II).

## Utilisation

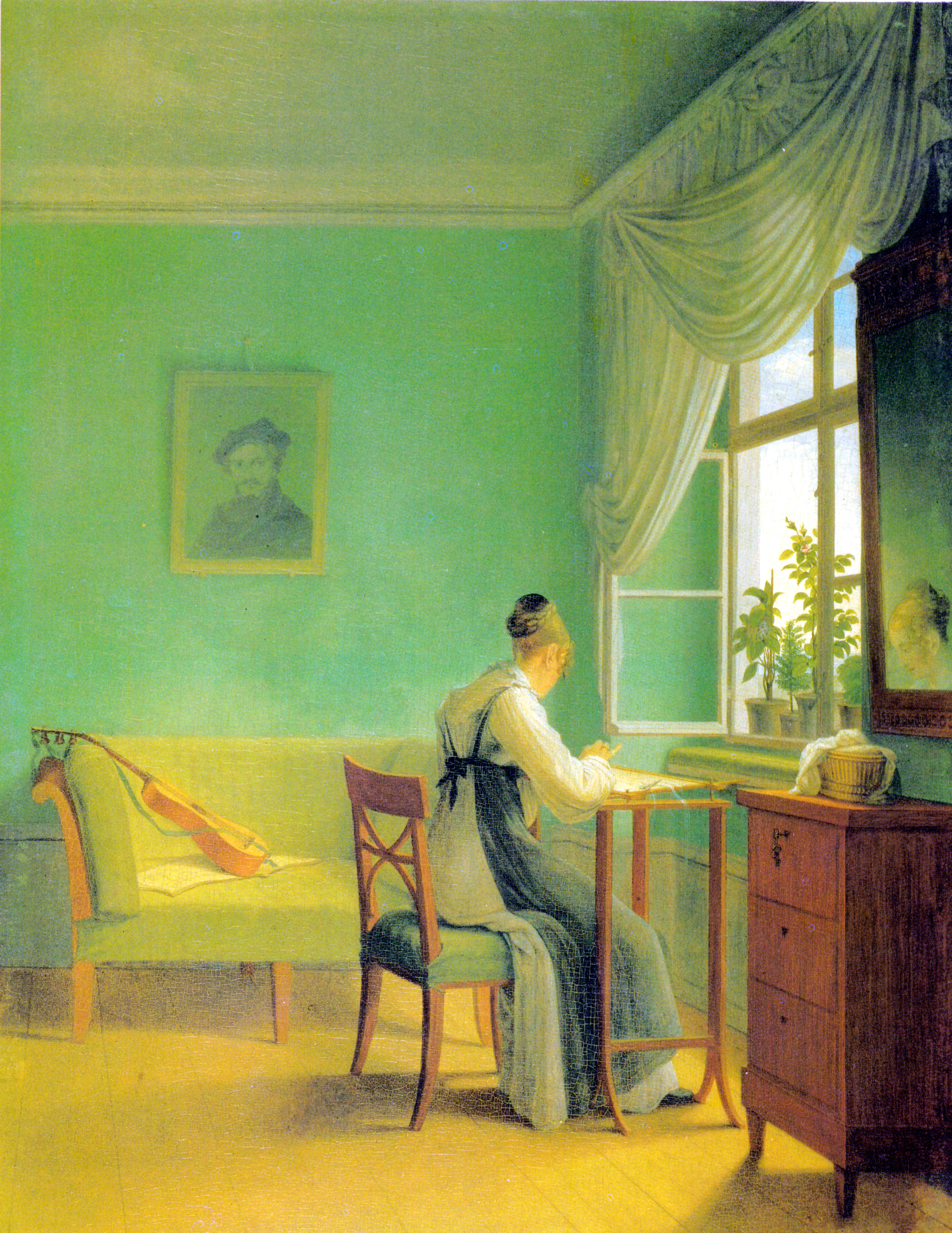
Papier peint au vert de Scheele dans la « Femme à sa broderie » de Georg Friedrich Kersting (1812).

Pendant la plus grande partie du XIXe siècle, le vert de Scheele, plus éclatant et stable que les carbonates de cuivre de Proust, fut utilisé comme agent de teinture des papiers et cartons (notamment les papiers peints et les tentures), les pigments de peinture, les bougies en cire et même certains jouets d'enfant,. On s'en servait aussi pour les textiles en coton et laine. Par delà sa toxicité, la présence de cuivre fait qu'il perd de son éclat et noircit en présence de sulfures, transportés soit par l'air pollué au sulfure d'hydrogène, ou par d'autres pigments contenant du soufre.
La première alternative pour améliorer la stabilité de l'éclat cette teinture a été le vert de Paris, ou vert de Schweinfurt, qui cependant noircissait lui aussi à la longue. Les peintres impressionnistes paraissent l'avoir souvent utilisé. Vers la fin du XIXe siècle, ces deux pigments furent remplacés par le vert de cobalt, bien moins toxique.
Comme le vert de Scheele, le vert de Paris a été utilisé comme insecticide dans les années 1930,,.
Malgré le nombre d'empoisonnements, le vert de Scheele a été employé comme colorant alimentaire pour bonbons.